# Raymond Pierre
Raymond Pierre (* 19. September 1967) ist ein ehemaliger US-amerikanischer Sprinter, der sich auf den 400-Meter-Lauf spezialisiert hatte.
1987 gewann er Bronze bei der Universiade in Zagreb und siegte bei den Panamerikanischen Spielen in Indianapolis sowohl im Einzelwettbewerb wie auch in der 4-mal-400-Meter-Staffel. Bei den Leichtathletik-Weltmeisterschaften in Rom war er im Vorlauf Teil der US-Staffel, die schließlich Gold gewann.
Für die Baylor University startend wurde er 1989 NCAA-Meister.
Bei den Hallenweltmeisterschaften 1991 in Sevilla holte er mit der US-amerikanischen 4-mal-400-Meter-Staffel Silber.

## Bestzeiten
- 400 m: 44,59 s, 3. Juni 1989, Provo
  - Halle: 46,07 s, 11. Februar 1989, Oklahoma City